# 喻顶成
喻顶成（1963年9月—），男，汉族，湖南双峰人，中华人民共和国政治人物，曾任云南省旅游局局长，现任云南省政协副主席、云南省工商业联合会主席（云南省总商会会长）。第十二届全国政协委员。
2023年1月14日，卸任云南省政协副主席职务。